# Boulleret
 Boulleret  es una población y comuna francesa, situada en la región de  Centro, departamento de Cher, en el distrito de Bourges y cantón de Léré.

## Demografía
| 1299 | 1342 | 1345 | 1417 | 1433 | 1421 |
| Para los censos de 1962 a 1999 la población legal corresponde a la población sin duplicidades (Fuente: INSEE [Consultar]) |      |      |      |      |      |